# Eisenbahnunfall von Dürrenast
Koordinaten: 46° 44′ 40″ N, 7° 37′ 37″ O; CH1903: 614396 / 177059
| \| \| 3:01 Uhr 0,0 km \| Frutigen \| 780 m ü. M. \| \| \| \| \| \| \| \| 5,2 km \| Reichenbach im Kandertal \| 706 m ü. M. \| \| \| \| \| \| \| \| 6,6 km \| Mülenen \| 692 m ü. M. \| \| \| \| \| \| \| \| 8,3 km \| Heustrich-Emdtal \| 678 m ü. M. \| \| \| \| \| \| \| \| 10,6 km \| Hondrich Süd \| 677 m ü. M. \| \| \| \| Anschlussgleise Kieswerk \| \| \| \| \| Hondrichtunnel \| \| \| \| 3:14 Uhr 13,5 km \| Spiez \| 628 m ü. M. \| \| \| \| gesperrte Strecke nach Zweisimmen \| \| \| \| 17,8 km \| Einigen \| 590 m ü. M. \| \| \| \| Brücke Kander \| \| \| \| 20,2 km \| Gwatt \| 561 m ü. M. \| \| \| \| Anschlussgleise \| \| \| \| 21,9 km \| Dürrenast (ehemalige Haltestelle) \| 564 m ü. M. \| \| \| 3:20 Uhr 22,5 km \| Unfallstelle \| Unfallstelle \| \| \| 23,8 km \| Thun \| 560 m ü. M. \| \| \| \| Strecke nach Belp \| \| \| \| \| Strecke nach Bern \| \| \| Die Unglücksfahrt ist rot dargestellt, das andere Gleis der Doppelspur und geprüfte Alternativstrecken hellrot. \| \| \| \| \| Farbig hinterlegte Zeit- und Kilometerangaben: 15 ‰ Maximalgefälle \| \| \| \| \| Farbig hinterlegte Angaben zwischen Gwatt und der Unfallstelle: 5 ‰ Maximalgefälle \| \| \| \| |                  |                                   |                                   |
| Bahnhof (Strecke außer Betrieb) · Kopfbahnhof Strecke bis hier außer Betrieb | 3:01 Uhr 0,0 km  | Frutigen                          | 780 m ü. M.                       |
| Strecke (außer Betrieb) · Strecke |                  |                                   |                                   |
| Bahnhof (Strecke außer Betrieb) · Bahnhof | 5,2 km           | Reichenbach im Kandertal          | 706 m ü. M.                       |
| Strecke (außer Betrieb) · Strecke |                  |                                   |                                   |
| Bahnhof (Strecke außer Betrieb) · Bahnhof | 6,6 km           | Mülenen                           | 692 m ü. M.                       |
| Strecke (außer Betrieb) · Strecke |                  |                                   |                                   |
| Dienststation / Betriebs- oder Güterbahnhof (Strecke außer Betrieb) · Dienststation / Betriebs- oder Güterbahnhof | 8,3 km           | Heustrich-Emdtal                  | 678 m ü. M.                       |
| Strecke (außer Betrieb) · Strecke |                  |                                   |                                   |
| Dienststation / Betriebs- oder Güterbahnhof (Strecke außer Betrieb) · Dienststation / Betriebs- oder Güterbahnhof | 10,6 km          | Hondrich Süd                      | 677 m ü. M.                       |
| Strecke (außer Betrieb) · Abzweig geradeaus und ehemals nach links |                  | Anschlussgleise Kieswerk          | Anschlussgleise Kieswerk          |
| Tunnel (Strecke außer Betrieb) · Tunnel |                  | Hondrichtunnel                    | Hondrichtunnel                    |
| Kopfbahnhof Strecke bis hier außer Betrieb · Kopfbahnhof Strecke ab hier außer Betrieb | 3:14 Uhr 13,5 km | Spiez                             | 628 m ü. M.                       |
| Strecke · Abzweig geradeaus und nach links (Strecke außer Betrieb) |                  | gesperrte Strecke nach Zweisimmen | gesperrte Strecke nach Zweisimmen |
| Dienststation / Betriebs- oder Güterbahnhof · Dienststation / Betriebs- oder Güterbahnhof (Strecke außer Betrieb) | 17,8 km          | Einigen                           | 590 m ü. M.                       |
| Brücke über Wasserlauf · Brücke über Wasserlauf (Strecke außer Betrieb) |                  | Brücke Kander                     | Brücke Kander                     |
| Dienststation / Betriebs- oder Güterbahnhof · Dienststation / Betriebs- oder Güterbahnhof (Strecke außer Betrieb) | 20,2 km          | Gwatt                             | 561 m ü. M.                       |
| Abzweig geradeaus und ehemals nach rechts · Strecke (außer Betrieb) |                  | Anschlussgleise                   | Anschlussgleise                   |
| Haltepunkt / Haltestelle · Haltepunkt / Haltestelle (Strecke außer Betrieb) | 21,9 km          | Dürrenast (ehemalige Haltestelle) | 564 m ü. M.                       |
| Strecke (außer Betrieb) | 3:20 Uhr 22,5 km | Unfallstelle                      | Unfallstelle                      |
| Bahnhof (Strecke außer Betrieb) · Bahnhof (Strecke außer Betrieb) | 23,8 km          | Thun                              | 560 m ü. M.                       |
| Strecke (außer Betrieb) · Abzweig geradeaus und nach links (Strecke außer Betrieb) |                  | Strecke nach Belp                 | Strecke nach Belp                 |
| Strecke (außer Betrieb) · Strecke (außer Betrieb) |                  | Strecke nach Bern                 | Strecke nach Bern                 |
| Die Unglücksfahrt ist rot dargestellt, das andere Gleis der Doppelspur und geprüfte Alternativstrecken hellrot. |                  |                                   |                                   |
| Farbig hinterlegte Zeit- und Kilometerangaben: 15 ‰ Maximalgefälle |                  |                                   |                                   |
| Farbig hinterlegte Angaben zwischen Gwatt und der Unfallstelle: 5 ‰ Maximalgefälle |                  |                                   |                                   |

Beim Eisenbahnunfall von Dürrenast bei Thun stiess am 17. Mai 2006 ein Dienstzug mit nicht funktionierenden Bremsen auf offener Strecke in stehende Bauzugwagen. Um noch grösseren Schaden zu vermeiden, hatten die Fahrdienstleiter den Dienstzug auf ein wegen Bauarbeiten gesperrtes Gleis geleitet. Drei Mitarbeiter auf dem Zug kamen ums Leben.

## Ausgangslage
In der Nacht vom 16. auf den 17. Mai 2006 befand sich ein Bauzug der BLS Lötschbergbahn in Blausee-Mitholz, um eine Weiche zu ersetzen. Um ca. 00:45 Uhr fuhr der Bauzug mit fünf Personen – einem Lokomotivführer und einem Schienentraktorführer der BLS sowie drei Maschinisten von privaten Baufirmen – nach Frutigen. Wegen einer Bremsstörung am zweithintersten Wagen des Dienstzuges verzögerte sich die Weiterfahrt in Frutigen um etwa zwei Stunden. Die blockierten Bremsen des Wagens konnten zwar gelöst werden, aber das betroffene Fahrzeug musste wegen einer Flachstelle zusammen mit dem dazugehörenden Schutzwagen aus der Komposition ausgereiht werden. Bei diesem Rangiermanöver wurde zudem der an der Zugspitze eingereihte Kranwagen an den Zugschluss gehängt.
Zusammenstellung vor Ausreihung des defekten Wagens
← Fahrtrichtung Frutigen
| BLS Kran | BLS Tm 99 | Sersa Schutzwagen | Sersa Schutzwagen | Vanoli MFS | Vanoli MFS | Sersa AVES | Sersa AVES+ |

Tm 99 = dieselbetriebener Schienentraktor BLSTm 235 099-9, AVES = Altmaterial-Verlade-Einheit Sersa, MFS = Materialfördersilo (Schotterwagen)
Zusammenstellung der Komposition nach Ausreihung des defekten Wagens
← Fahrtrichtung Spiez
| Tm 99 38 t | Schutzwagen ≈ 15 t | MFS ≈ 90 t | MFS ≈ 90 t | AVES+ ≈ 50 t | Kran ≈ 15 t |

Die Komposition hatte ein Gesamtgewicht von ca. 300 t.
Es war geplant, die mit Altschotter beladenen Schotterwagen in einem Kieswerk bei Spiez zu entladen. Dazu sollte der Zug auf das Anschlussgleis des Kieswerks fahren, das bei Hondrich Süd (südlich von Spiez) von der Hauptstrecke abzweigt. Dazu verblieb einer der Maschinisten auf dem Zug, die anderen beiden konnten nach Hause fahren.

## Unfallverlauf

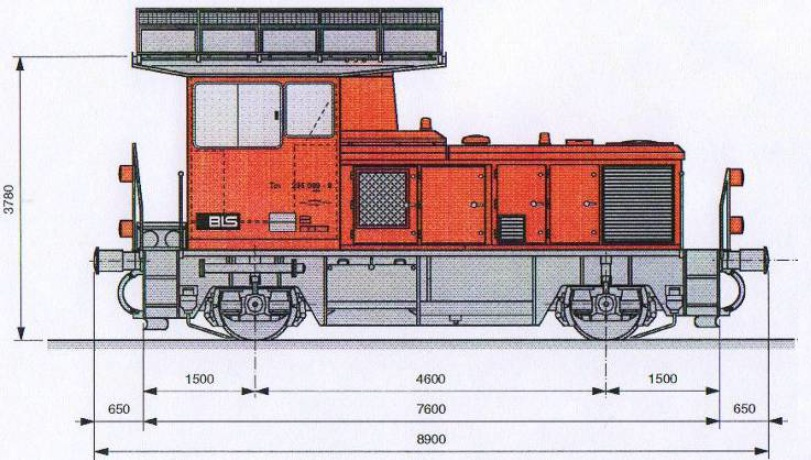
Als Triebfahrzeug des Unfallzugs wurde der dieselelektrische Traktor Tm 235 099-9 der BLS eingesetzt. Das 1996 beschaffte Fahrzeug mit einer Leistung von 588 kW gehörte zu den stärksten zweiachsigen Triebfahrzeugen.

Um 03:01 Uhr verliess der Zug Frutigen. Bei der Durchfahrt in Reichenbach meldete der Lokomotivführer dem Fahrdienstleiter in Spiez, dass er keine Bremswirkung habe. Der Lokomotivführer verlangte, geradeaus fahren zu können und nicht ins Anschlussgleis des Kieswerks geleitet zu werden. Wegen der Hektik und des Lärms im Führerstand war die Verständigung über Funk schwierig. Die Fahrgeschwindigkeit betrug zu diesem Zeitpunkt etwa 80 km/h.
Den letzten Funkkontakt gab es kurz vor dem Hondrichtunnel. Offenbar versäumte es der Lokomotivführer, beim Hondrichtunnel den Funkkanal zu wechseln. Der Fahrdienstleiter bat die beiden Triebfahrzeugführer mehrmals, ihn über das Mobiltelefon anzurufen.
Die Fahrdienstleitung liess den Zug wie gewünscht anstatt ins Kieswerk in Richtung Spiez fahren und stellte dazu Rangierfahrstrassen ein, wodurch die Hauptsignale geschlossen blieben. Sie kannte den genauen Grund der Bremsstörung noch nicht und hoffte, dass die Zugsicherung eine Zwangsbremsung auslösen würde. Die Fahrdienstleiter in Spiez suchten unter grossem Zeitdruck nach verschiedenen Möglichkeiten, wo und wie der Dienstzug gestoppt werden könnte:
- Eine Ablenkung in Richtung Simmental wurde verworfen, weil zwischen Spiez und Wimmis eine Baustelle eingerichtet war und ein Teil der Schienen entfernt wurde. Man vermutete, dass dort schwere Baumaschinen standen. Die Zeit zur Warnung der Bauarbeiter hätte nicht ausgereicht. Die Fahrt über Weichen im Bahnhof Spiez, die für eine Geschwindigkeit von 40 km/h ausgelegt sind, sowie über mehrere unbewachte Niveauübergänge wurde als hohes Risiko beurteilt.
- Eine Fahrt über ablenkende Weichen im Bahnhof Gwatt wurde ebenso verworfen. Bei einer Entgleisung wären Wohnhäuser gefährdet gewesen, oder die Fahrt hätte über eine ungesicherte Strasse geführt. Der Zug hatte in Spiez eine Geschwindigkeit von zum Teil mehr als 100 km/h erreicht.
- Eine Fahrt in den Bahnhof Thun wollte man vermeiden, weil alle mit hoher Geschwindigkeit befahrbaren Gleise belegt waren. Auf Gleis 1 befand sich ein Zug der Rollenden Autobahn. Es war nicht bekannt, ob Lastwagen mit Gefahrgut geladen waren. Die sehr starke Belegung des Bahnhofs Thun rührte von einem Personenunfall am Vorabend her. Bei einer Fahrt in die Stumpengleise 209 oder 210 des Bahnhofs Thun wären eine Strasse und die Einrichtung einer Gasversorgung gefährdet gewesen. Eine Fahrt Richtung Uetingen ins Gürbetal kam nicht in Frage, weil auch hier Weichen für eine Geschwindigkeit von 40 km/h eingebaut sind und das zuständige Fernsteuerzentrum um diese Zeit noch nicht besetzt war.

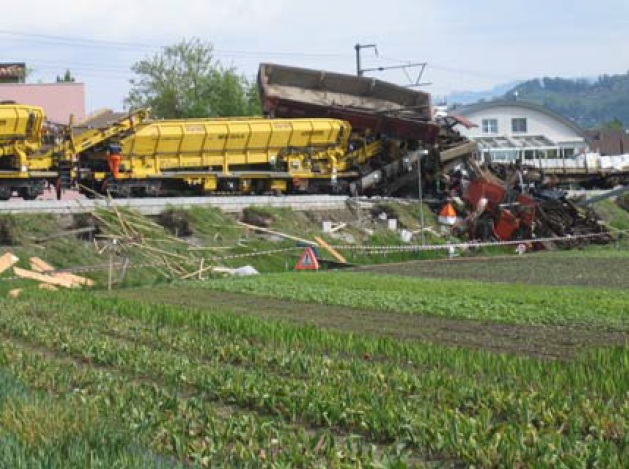
Die Unfallstelle in Dürrenast, links die beiden gelben MFS-Schotterwagen

Den Fahrdienstleitern blieben nur wenige Minuten, um ausschliesslich schlechte Alternativen gegeneinander abzuwägen. Sie entschieden, den Dienstzug über eine mit 60 km/h befahrbare Weichenverbindung auf das Gegengeleise zu leiten. Dort sollte er im Thuner Wohnquartier Dürrenast durch einen Aufprall auf zwei dort in einem Abstand von etwa 500 Metern stehende Bauwagengruppen mit relativ wenig Schaden zum Anhalten gebracht werden. Es war den Fahrdienstleitern nicht bekannt, dass ausgerechnet der erste Wagen mit Schrott beladen war.
Die elf Arbeiter, die mit dem Rückbau der aufgehobenen Haltestelle Dürrenast (km 1,4 ab Thun) und mit dem Bau von Lärmschutzwänden (km 0,9) beschäftigt waren, konnten sich rechtzeitig in Sicherheit bringen und blieben unverletzt. Der Versuch, noch zwei Hemmschuhe auf das Gleis zu legen, scheiterte. Einerseits stand die Zeit nicht mehr zur Verfügung, und andererseits war der Zug auf dem nicht gesperrten Gleis erwartet worden.
Bei Einigen hatte der Dienstzug eine Geschwindigkeit von zirka 105 km/h erreicht. Bei Kilometer 1,4 prallte er mit einer Geschwindigkeit von 89 km/h zuerst auf zwei gebremste Wagen. Diese wurden vom entlaufenen Zug bis zur Wagengruppe bei Kilometer 0,9 mitgeschoben. Dort kam es zum Aufprall auf die dort stehenden Baufahrzeuge und zur Entgleisung des Schienentraktors und mehrerer Wagen. Der Aufprall war so heftig, dass alle drei Personen auf dem Unfallzug ums Leben kamen.

## Resultate der Unfalluntersuchung
Die Untersuchungsbehörde stellte fest, dass die Absperrhähne der Hauptluftleitung zwischen Schienentraktor und erstem Wagen geschlossen waren. Dadurch waren die angehängten Wagen ungebremst, was das ungenügende Bremsvermögen des Zuges erklärt. Die Behörde nahm an, dass die Bremsprobe nur durch eine Person durchgeführt wurde. Wer die nach dem Rangiermanöver in Frutigen notwendige Bremsprobe vorgenommen hatte, konnte nach dem Unfall nicht mehr festgestellt werden. Offenbar hatten sich bei der Durchführung der Bremsprobe Probleme ergeben, die auf unsachgemässe Art durch manuelle Bremsauslösung der Wagen behoben wurden. Auf eine Wiederholung der Bremsprobe wurde verzichtet.

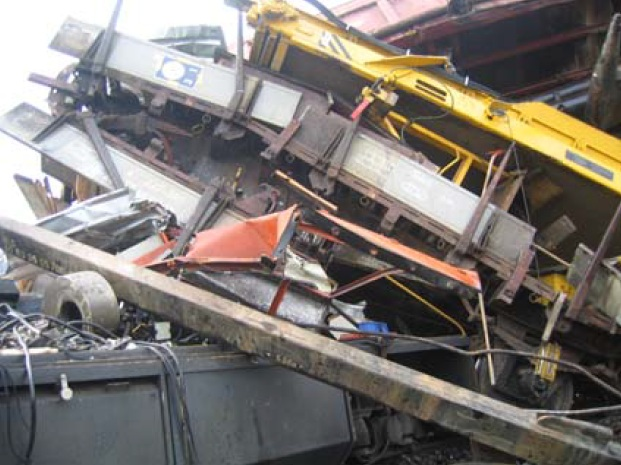
Trümmer des Eisenbahnunfalls von Dürrenast

Nach der Abfahrt in Frutigen war eine Wirkungskontrolle der Druckluftbremse vorgeschrieben. Wie schnell der Zug beim Verlassen des Bahnhofs Frutigen fuhr und mit welcher Geschwindigkeit der Lokomotivführer die Wirkungsbremsprobe vornahm, ist nicht bekannt. Der Dieseltraktor war mit einer Restwegregistrierung ausgerüstet, die nur die Geschwindigkeit der letzten 3900 Meter bis zum Unfallstandort speicherte. Die technische Ausrüstung des Schienentraktors Tm 235 099 liess keine korrekte Durchführung der Wirkungsbremsprobe zu. Die Bremsausrüstung des Traktors umfasste nebst der Druckluftbremse eine verschleissfreie elektrische Widerstandsbremse, wobei die Fahr- und Bremsbedienung über einen kombinierten Fahr-/Bremsschalter am Bediengerät der Funkfernsteuerung erfolgte. Weil eine separate Ansteuerung der Druckluftbremse nicht möglich war, konnte die Wirkungsbremsprobe nicht korrekt durchgeführt werden.
Versuchsfahrten im Rahmen der Unfalluntersuchung ergaben, dass bis zu einer Geschwindigkeit von 50 km/h ein Abbremsen des Zuges nur mit der Widerstandsbremse des Schienentraktors möglich gewesen wäre. Wäre die Wirkungsbremsprobe wie vorgeschrieben kurz nach der Abfahrt bei etwa 30 km/h durchgeführt worden, hätte der Zug allein mit den Bremsen des Schienentraktors verzögert werden können.
Im Rahmen der Unfalluntersuchungen kamen weitere Erkenntnisse zu Tage, die für die Kollision jedoch nicht ursächlich waren:
- Die Bremsleitung zwischen dem zweiten und dritten Wagen war nicht gekuppelt. Ob die Trennung bereits vor dem Unfall geschah, war nicht nachweisbar.
- Die Lastwechsel der beladenen Schotterwagen standen in der Position leer. Damit hätte die Druckluftbremse auch ohne die übrigen Mängel nur schwach gewirkt.
- Die Tm 235 wurden nebst auf Arbeitsstellen auch regelmässig im Streckendienst eingesetzt. Geschwindigkeitsmesser mit Restwegregistrierung sind im Streckendienst nicht zulässig, weil die Ereignisabklärung nach einem Unfall nur eingeschränkt möglich ist.

Die Wirkung der Widerstandsbremse des Tm 235 nimmt bei Geschwindigkeiten über 50 km/h stark ab. Früher durften starke Gefälle wie die Lötschbergstrecke nur von Triebfahrzeugen mit einer stark wirkenden Widerstands- oder Nutzstrombremse befahren werden.

## Trivia
In seinen hauptsächlichen Ursachen gleicht das Unglück dem Eisenbahnunfall im Gare de Lyon aus dem Jahr 1988.